# Крыша

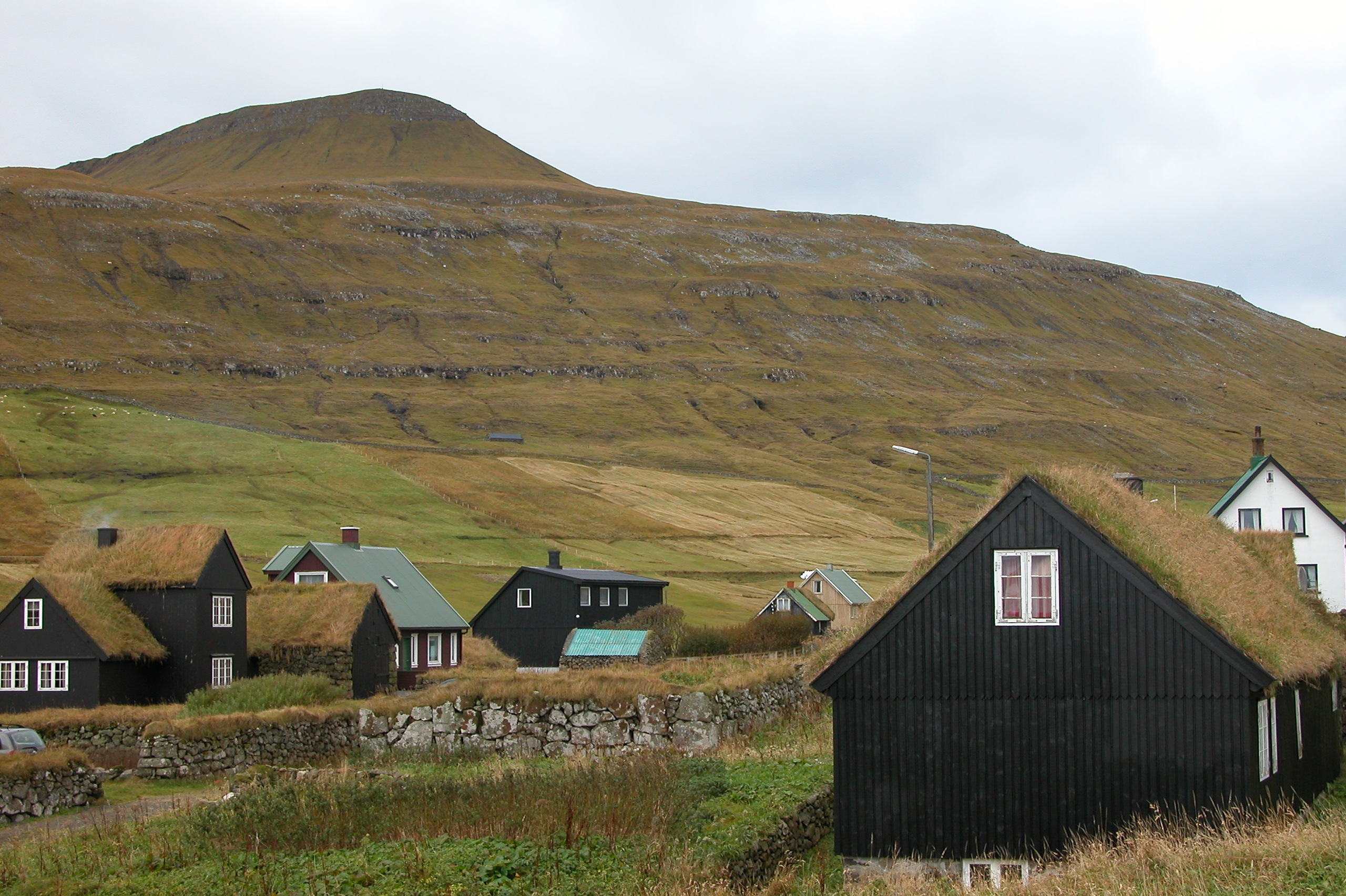
Типичные крыши на Фарерских островах. Растительный слой служит теплоизоляцией

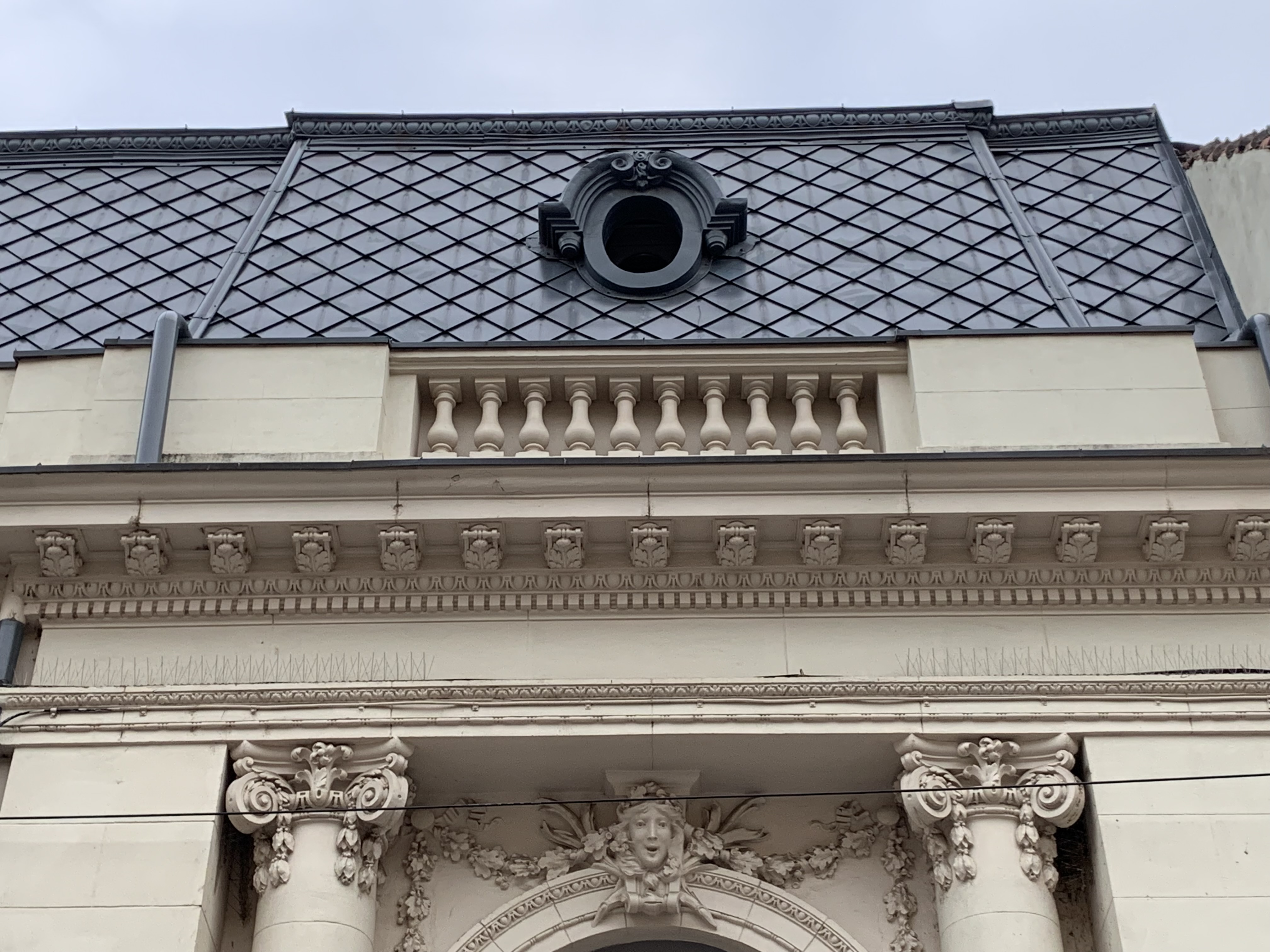
Крыша в Бухаресте (Румыния)

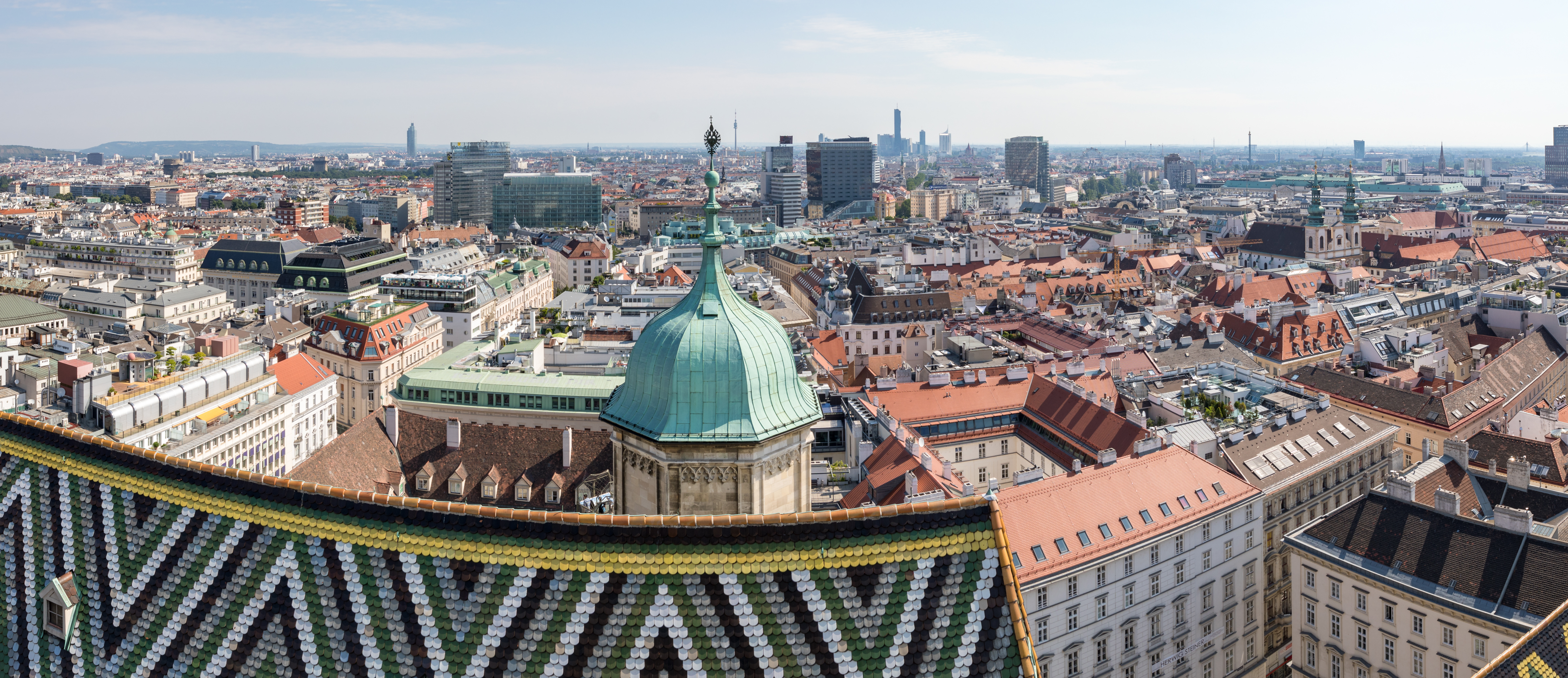
Крыши в Вене (Австрия)

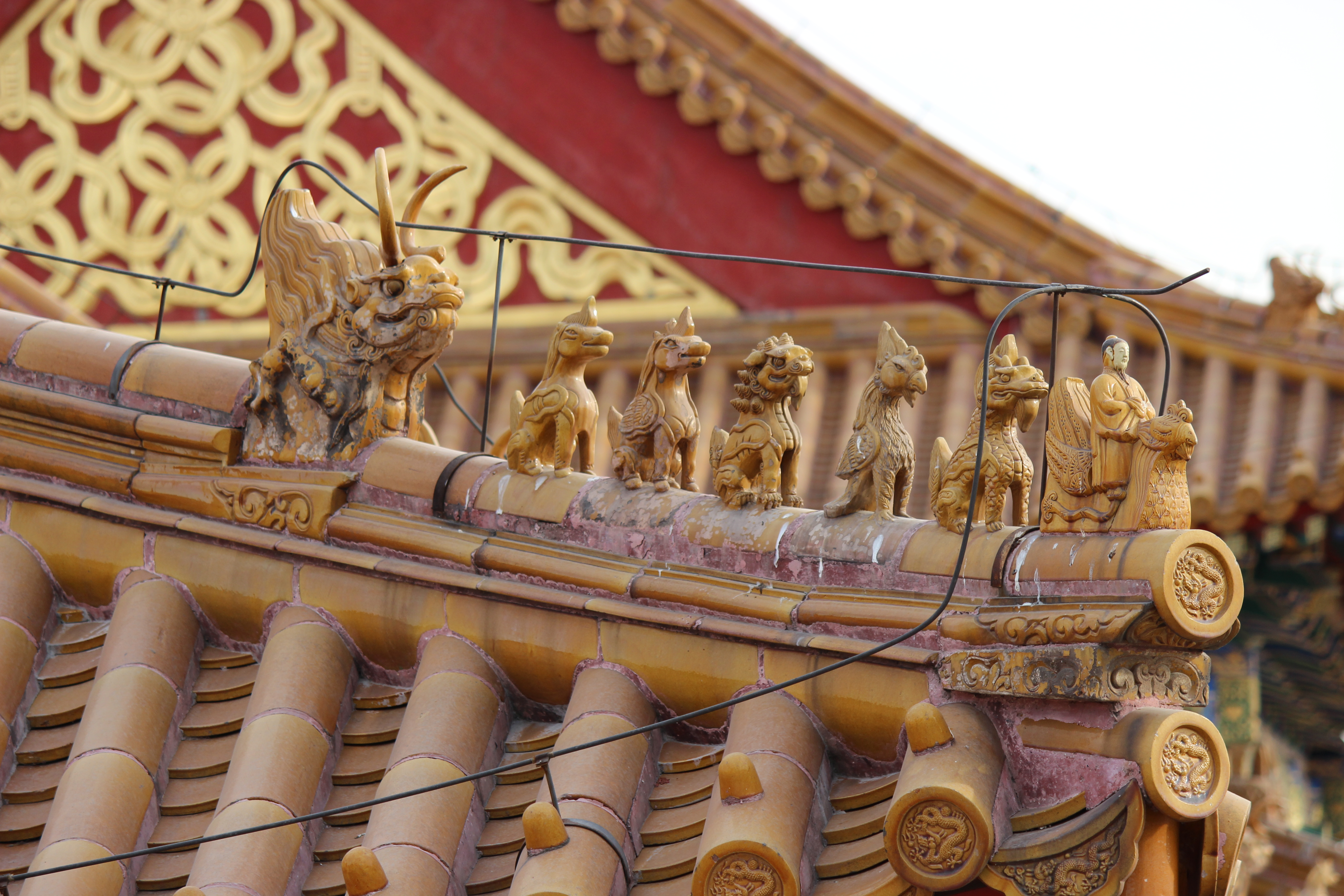
Крыша в Запретном городе (Пекин, Китай)

Покры́тие здания или кры́ша — верхняя конструкция здания, которая служит для защиты от атмосферных осадков, дождевой и талой воды. Другой основной её функцией является теплоизоляционная (сохранение тепла и защита от перегрева).
Термин покрытие чаще употребляется к промышленным зданиям или бесчердачным крышам (их называют также совмещёнными), то есть конструкциям, являющимся одновременно и чердачным перекрытием, или к крыше и чердачному перекрытию вместе. Более обще — к основным видам покрытий причисляют чердачные крыши, бесчердачные крыши, большепролётные плоские и пространственные (близкие по форме к плоским) покрытия.
Покрытия должны быть рассчитаны на восприятие постоянной нагрузки (собственного веса) и временных (снеговой покров, горизонтальное давление ветра) нагрузок, возникающих при эксплуатации.
Оболочка крыши, подвергающаяся атмосферным воздействиям, называется кровлей. Она должна быть водонепроницаемой, влагоустойчивой, стойкой к агрессивным химическим веществам, солнечной радиации, морозам и другим воздействиям. Главными свойствами кровли являются лёгкость, долговечность, экономичность в изготовлении и эксплуатации.
Конструкция крыши и выбор кровельного материала определяется на стадии проекта и зависит от дизайна фасада здания и технологии настила кровли.

## Плоские крыши
Плоские крыши имеют обычно небольшой уклон, чтобы с кровли эффективно скатывалась вода. «Плоскими» обычно называют кровли с уклоном до 3%. Такие покрытия обычно решают как бесчердачные, как например у большинства многоквартирных домов.
Плоские крыши могут быть эксплуатируемыми (террасные) и неэксплуатируемыми, на неэксплуатируемых крышах размещается только оборудование - телекоммуникационное (антенны, приëмники, ретрансляторы), вентиляционное, оголовки вентиляционных каналов, автоматизированные котельни (в форм-факторе морских контейнеров) блоки кондиционеров или кондиционеры-руфтопы, чиллеры.
На них могут располагаться, помимо телекоммуникационного оборудования, машинных отделений лифтов, блоков кондиционеров и вентиляционного оборудования, вертолëтные площадки или даже вертодромы, детские площадки, летние кафе, открытые кинотеатры, клумбы, фонтаны, спортивные площадки, иногда даже открытые бассейны. Также площади этих крыш можно использовать под растительность, это называется «зелёной крышей».

## Чердачные крыши
Внутренние подпоры чердачных крыш называются «стропилами».
Крыша здания состоит из следующих элементов: наклонных плоскостей, называемых «скатами», основой которых служат стропила и обрешётка. Нижние концы стропильных ног опираются на мауэрлат — брус, служащий опорой наклонных деревянных стропил и предназначенный для распределения нагрузки, создаваемой крышей сооружения. Мауэрлат располагается на верхнем внутреннем обрезе каменных стен. Пересечение скатов образует наклонные и горизонтальные рёбра. Горизонтальные ребра называют «коньком». Пересечения скатов, образующие входящие углы, создают ендовы и разжелобки. Края кровли над стенами здания называют «карнизными свесами» (располагаются горизонтально, выступают за контур наружных стен) или «фронтонными свесами» (располагаются наклонно). Вода по скатам стекает к настенным желобам и отводится через водоприёмные воронки в водосточные трубы и далее в ливневую канализацию.
Также частью крыш являются карниз, фронтон, слуховое окно, аэратор, жёлоб, водосточная труба, снегозадержатель, проходки, кабельный обогрев.
Современная кровля — это сложная конструкция, которая состоит из многочисленных компонентов: ветрозащиты, парогидроизоляционной плёнки, утеплителя, самого кровельного покрытия. Также не стоит забывать, что правильная конструкция кровли обеспечивает вентиляцию пространства между стропильной частью и кровельным покрытием, защиту от образования конденсата и потерь тепла.

### Формы чердачных крыш
В основном, крыши делятся на скатные и плоские. Скатные различаются по форме и количеству скатов:
- Односкатная крыша опирается своей несущей конструкцией (системой стропил, фермой) на наружные стены c разной высотой верха. Односкатные крыши применяются чаще всего при строительстве веранд и террас, хозяйственных построек, складских помещений
- Двускатная крыша является самой распространённой классической конструкцией; её ещё называют «щипцовой». Существуют варианты крыш с висячими стропильными формами или с наклонными стропилами. К многочисленным вариантам данного типа надо отнести крыши с равномерным или неравномерным углом наклона ската или же размером карнизного свеса
- Шатровая крыша — все скаты такой крыши, в виде равнобедренных треугольников, сходятся в одной точке. Определяющим элементом в ней является симметричность. Применяется для строений в форме квадрата или равностороннего многоугольника
- Вальмовая крыша — четырёхскатная, два ската представляют собой трапеции, а два других, со стороны торцевых стен, — треугольники (они называются «вальмами»). Разновидностями вальмовой крыши являются полувальмовая и датская крыши (гибрид вальмовой и двускатной; в верхней части коротких скатов расположены фронтоны, что позволяет встроить полноценные вертикальные оконные блоки). В Японии (и Китае) подобная крыша называется «иримоя»
- Полувальмовая крыша — боковые скаты (полувальмы) срезаются и имеют по линии уклона меньшую длину, чем основные скаты. Применяется там, где необходимо защитить фронтоны от неблагоприятных воздействий окружающей среды
- Многощипцовая крыша — устраивают на домах со сложной многоугольной формой плана. Такие крыши имеют большее количество ендов (внутренний угол) и рёбер (выступающие углы, которые образуют пересечения скатов кровли), что требует высокой квалификации при выполнении кровельных работ
- Мансардная крыша
- Купольные и конические крыши применяются для перекрытия зданий кругового очертания в плане
- Плоские крыши находят наиболее широкое применение как в гражданском, так и в промышленном строительстве. В отличие от скатных крыш, на плоских крышах не применяют в качестве кровельных штучные и листовые материалы. Здесь необходимы материалы, допускающие устройство сплошного ковра (битумные, битумно-полимерные и полимерные материалы, а также мастики). Этот ковёр должен быть эластичным настолько, чтобы воспринимать температурные и механические деформации основания кровли. В качестве основания используют поверхность теплоизоляции, несущие плиты, стяжки. Иногда плоские крыши делают эксплуатируемыми или «зелёными»

### Российские нормы
Нормативные требования в Российской федерации к современным крышам содержатся в большом количестве документов, причём часть из этих документов уже морально устарела, но, тем не менее, не отменена. Проектирование следует вести с учётом указаний и ограничений действующих норм:
- СНиП 2.08.01-89, 1995 г. «Жилые здания»
- СНиП 2.08.02-89 «Общественные здания и сооружения»
- СНиП 2.09.04-87 «Административные и бытовые здания»
- СНиП 31-03-2001 «Производственные здания» Взамен СНиП 2.09.02-85*
- СНиП II-3-79*, 1996 г. «Строительная теплотехника»
- СНиП 3.04.01-87 «Изоляционные и отделочные покрытия»
- СНиП 21-01-97 «Пожарная безопасность зданий и сооружений».
- СП 31-116-2006 «Проектирование и устройство кровель из листовой меди»
- СП 17.13330.2011 «Кровли» (Актуализированная редакция СНиП II-26-76)